# Екстеріорика
Екстеріорика (від лат. exterior — зовнішній) — сукупність публікацій, що мають той чи інший стосунок до певної країни та/або нації, але виданих за її межами (відірвано від національного середовища). Екстеріорика, разом з державною бібліографією, складає національну бібліографію.
Екстеріорика може включати:
- публікації, що присвячені країні та/або нації, та видані за її межами (незалежно від мови видання та авторства);
- видані за межами країни публікації, автори яких мають стосунок до неї (в тому числі публікації емігрантів);
- публікації, написані мовою країни, та видані за її межами (незалежно від авторства та тематики);

Екстеріорика кожної країни та/або нації має свою назву (звичайно, за латинською назвою народності). Деякі з цих назв такі:
- богеміка —  Чехія
- болгаріка —  Болгарія
- гельветіка —  Швейцарія
- германіка —  Німеччина
- елліністика —  Греція
- молдавістика —  Молдова
- полоніка —  Польща
- россіка —  Росія
- словацикум —  Словаччина
- совєтіка —  СРСР
- україніка —  Україна

Власні назви (україніка, богеміка, россіка) часто застосовуються спеціалістами для позначення всього національного бібліографічного репертуару, включно з державною бібліографією, тому для позначення національної екстеріорики в контексті національної бібліографії прийнято вживати додаткові уточнення (наприклад, зарубіжна україніка, російська екстеріорика тощо).
Після отримання Україною незалежності розпочався етап формування української національної бібліографії, зокрема, наукового опрацювання та обліку джерел зарубіжної україніки. Дане коло питань опрацьовується науковими установами, бібліотеками та громадськами інституціями, які співпрацюють із діаспорою. Найпотужніші з цих установ :
- Центральний державний архів зарубіжної україніки
- Національна бібліотека України імені В. І. Вернадського
- Науково-дослідний інститут українознавства при МОН
- Інститут досліджень діаспори (Київ)
- Центр гуманітарної співпраці з українською діаспорою Ніжинського університету
- Науково-дослідний інститут українознавства Київського національного університету імені Тараса Шевченка
- Наукове товариство імені Шевченка
- Інститут дослідження української діаспори Національного університету «Острозька Академія»[1].

Серед зарубіжних установ, зайнятих у процесі опрацювання україніки, найважливішими є: 
- Канадський інститут українських студій
- Український науковий інститут Гарвардського університету
- Українська вільна академія наук (США)
- Український вільний університет (Німеччина)
- Український технічно-господарський інститут (Німеччина)
- Українське Історичне Товариство (США)
- Інститут дослідів Волині (Канада)[1].